# Vodní svět
Vodní svět (v anglickém originále Waterworld) je americký sci-fi film z roku 1995 režiséra Kevina Reynoldse. Hlavní roli ztvárnil Kevin Costner, který se podílel také na produkci. Scénář je dílem Petera Radera a Davida Twohyho, jako poradce se na něm podílel i Joss Whedon.
Během výroby se snímek kvůli vysokému rozpočtu dostal do finančních problémů a stal se nejdražším filmem, který byl do té doby natočen. Při rozpočtu 175 milionů amerických dolarů vydělal film 264 milionů dolarů (z toho 88 milionů v USA).
Film Vodní svět byl v roce 1996 nominován na Oscara v kategorii Nejlepší zvuk.

## Děj
V daleké budoucnosti, kdy roztály polární ledovce, je téměř celá Země pokryta vodou. Přeživší lidé zapomněli na minulost a věří, že svět byl stvořen potopou. Ten, kdo má jiný názor, je označen za rouhače. Mezi lidmi se však šíří pověra o tom, že existuje pevnina, ale názory na to, jak vypadá, se velmi různí. Přeživší lidé se dělí do čtyř skupin, jimiž jsou:

Tuláci – samotáři, kteří plují na svých malých lodích, shání si vodu a jídlo, sbírají věci a obchodují mezi sebou.

Obyvatelé atolů – lidé, kteří žijí na velkých plovoucích stavbách zvaných atoly, tvořených z vraků lodí a jiných materiálů. Jedná se o nejpočetnější skupinu.

Čmoudi (v originále Smokers) – piráti, kteří žijí na vraku tankeru Valdez, jehož pohon už nefunguje, takže musí k pohybu lodě používat vesla. Nazývají se takto kvůli kouři, který vytváří používáním nafty, kupříkladu ve vodních skútrech. Takřka všichni kouří tabák a jako nejlepší lup považují cigarety.

Otrokáři – jsou ve filmu sice zmíněni, ale neobjevili se v něm. Jejich jména vyvolávají strach z únosu a zotročení.

Všudypřítomné oceány též brázdí hroziví predátoři nepodobní ničemu, co žije v naší době. Jedná se tak zřejmě o mutanty. Dobrým příkladem je scéna, kdy se po hlavním hrdinovi filmu vrhne velký hnědý predátor s ostrými zuby. Hrdina později uvede, že tato stvoření v určitých částech dne spí.
Bezejmenný tulák, známý pouze jako Námořník (v originále The Mariner), dorazí do atolu, kde má v plánu prodat hlínu, což je vzácná surovina pro pěstování rostlin. Avšak obyvatelé atolu zjistí, že Námořník je mutant – má za uchem fungující žábry a mezi prsty na nohou plovací blány. Obyvatelé se rozhodnou zavřít Námořníka do klece s úmyslem jej zkompostovat v jezírku pro hnojivo. V kleci přečká noc, ale hned ráno začnou obyvatelé klec spouštět do jezírka. Zabrání jim v tom útok Čmoudů pod velením Kazatele (v originále Deacon), kteří hledají dívku jménem Enola, jež má údajně na zádech vytetovanou mapu k bájné pevnině. Začnou město drancovat a ničit.
Enola a její adoptivní matka Helen mají v úmyslu s vynálezcem Gregorem opustit město pomocí horkovzdušného balónu. Gregory však nechtěně vypustí balón dříve a zachrání jen sám sebe. Helen se proto rozhodne pomoct Námořníkovi, který je stále zamčen v kleci, jež spadla do kompostového jezírka a potápí se. Poté všichni tři uprchnou z atolu na Námořníkově katamaránu.
Trojice je na otevřeném moři. Helen i Enola Námořníka ustavičně rozčilují, pročež dostává záchvat, kdy obě hodí přes palubu, ale po chvilce je z vody opět vytáhne. Záhy se setkají s Čmoudy, tentokrát s jejich letadlem. Helen i přes Námořníkův nesouhlas vystřelí po letadle harpunou. To nakonec napáchá škody na lodi a letadlo ulétne pryč. O chvíli později se střetnou s tulákem-obchodníkem. Kvůli jistému sporu Námořník tuláka zabije a vezme si jeho věci. Vzápětí se opět střetávají s Čmoudy, ale dokážou jim uprchnout.
Zmatená Helen se zeptá Námořníka, kde bere své vybavení, protože takové nikdo nemá. Spustí se s ní tedy v potápěčském zvonu až ke dnu moře. Zde Helen s údivem zpozoruje bývalou pevninu – zatopené ruiny dávného velkoměsta. Tehdy Helen dojde, že lidé skutečně pocházejí z nezatopené pevniny.
Oba vyplavou zpět na hladinu, ale hned nato je přepadnou Čmoudi. Námořníkovi i Helen se podaří uprchnout pod vodu, ale Čmoudi kvůli mapě zajmou Enolu. Když odplují pryč, dvojice se vynoří. Zjistí, že Námořníkova loď je zničena. Námořník si všimne Enoliných kreseb a uvědomí si, že dívka musí pocházet z pevniny.
Později ke dvojici přiletí na svém balónu Gregory. Zachrání je a odveze na provizorní atol přeživších. Námořník se rozhodne Enolu zachránit. Vodním skútrem se dostane až ke vraku Valdez, centrální lodi Čmoudů. Zde Kazatel slaví s posádkou, že konečně našel mapu k pevnině, a ukáže na Enolina záda. Poté, co posádka vstoupí do podpalubí, Námořník vyšplhá na již prázdnou lodní palubu, přímo proti Kazateli. Začne se s ním dohadovat o propuštění Enoly, pod výhrůžkou, že zničí Kazatelovu loď, neboť drží světlici nad trubkou do naftové zásobárny. Nakonec světlici pustí a ta dopadne na dno šachty. Zapálí všechnu naftu a celé podpalubí pohltí plameny.
Kazatel uprchne s Enolou k letadlu. Začnou již vzlétávat, ale Námořník jim zabrání odletět. Vezme Enolu a po laně vyšplhá do Gregoryho balónu. Kazatel se dostane za nimi, ale spadne do vody a stáhne s sebou Enolu. Dopadne nedaleko něj, pročež Kazatel nasedne do skútru a společně s dalšími dvěma Čmoudy se proti Enole rozjede. Námořník se spustí na laně a včas Enolu vytáhne z vody. Kazatel se s Čmoudy srazí a v ohnivém výbuchu zemřou.
Gregory dešifruje mapu a zjistí, že jsou to souřadnice. Změní směr letu přímo vstříc souřadnicím. Po několika hodinách objeví pevninu, na které přistanou. Je to ostrov plný stromů, zeleně a zvěře, a teče na něm řeka s pitnou vodou. Jak se zdá, pevnina je zřejmě Mount Everest. Skupina se zde usadí, ale Námořník při pohledu na běžící stádo koní pochopí, že jeho místo je na moři. Proto sám vypluje na lodi vstříc oceánu a opustí skupinu lidí, která zůstane na pevnině.

## Obsazení
| Kevin Costner      | Námořník (v originále The Mariner)  |
| Dennis Hopper      | Deacon                              |
| Jeanne Tripplehorn | Helen                               |
| Tina Majorino      | Enola                               |
| Michael Jeter      | Gregor                              |
| Gerard Murphy      | Nord                                |
| R. D. Call         | strážce na atolu                    |
| Kim Coates         | tulák                               |
| John Fleck         | doktor Čmoudů (v originále Smokers) |
| Robert Joy         | správce zásob Čmoudů                |
| Jack Black         | pilot Čmoudů                        |
| John Toles-Bey     | střelec z letadla Čmoudů            |
| Zitto Kazann       | starší na atolu                     |
| Zakes Mokae        | Priam                               |
| Sab Shimono        | starší na atolu                     |